# Fredlanea flavipennis
Fredlanea flavipennis är en skalbaggsart som först beskrevs av Lane 1966.  Fredlanea flavipennis ingår i släktet Fredlanea och familjen långhorningar. Inga underarter finns listade i Catalogue of Life.